# Cercy-la-Tour
Cercy-la-Tour este o comună în departamentul Nièvre din centrul Franței. În 2009 avea o populație de 1.990 de locuitori.

## Evoluția populației
| An        | 1975  | 1982  | 1990  | 1999  | 2006  | 2009  |
| --------- | ----- | ----- | ----- | ----- | ----- | ----- |
| Populație | 2.320 | 2.372 | 2.258 | 2.108 | 2.074 | 1.990 |